# James A. FitzPatrick Clean Energy Center

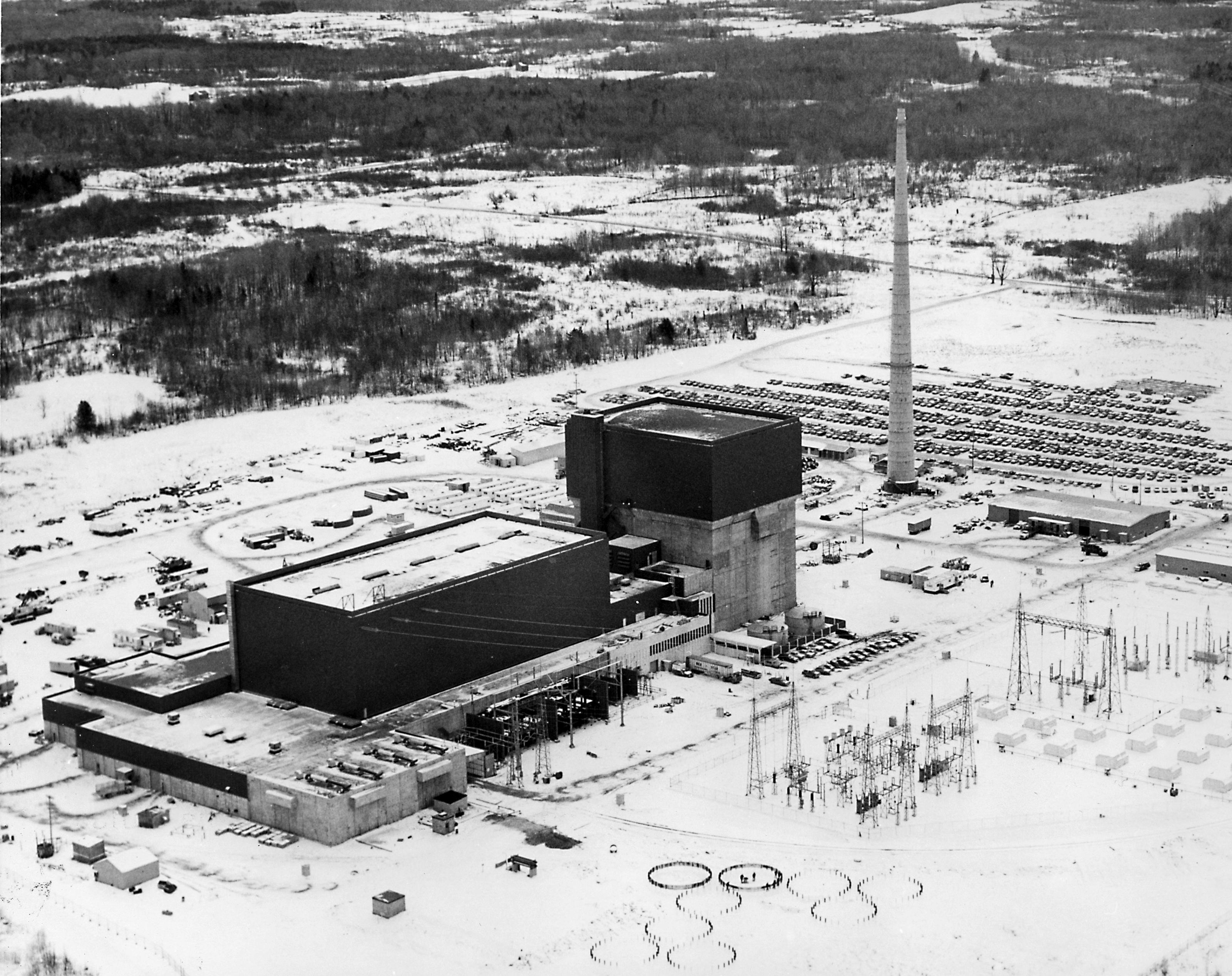
James A. FitzPatrick Clean Energy Center på tidigt 1970-tal.

James A. FitzPatrick Clean Energy Center är ett kärnkraftverk med en kärnreaktor som kan producera maximalt 842 megawatt (MW) elektricitet, vilket motsvarar elektricitet för omkring 625 000 bostäder. Kärnkraftsanläggningen ligger på ett 364 hektar (900 acre) stort område i Scriba, New York i USA. Den ligger granne med ett annat kärnkraftverk med namnet Nine Mile Point Clean Energy Center. James A. FitzPatrick ägs till 100% av Constellation Energy.
Kärnkraftverkets reaktor kom i drift den 28 juli 1975.